# Апперчёрч

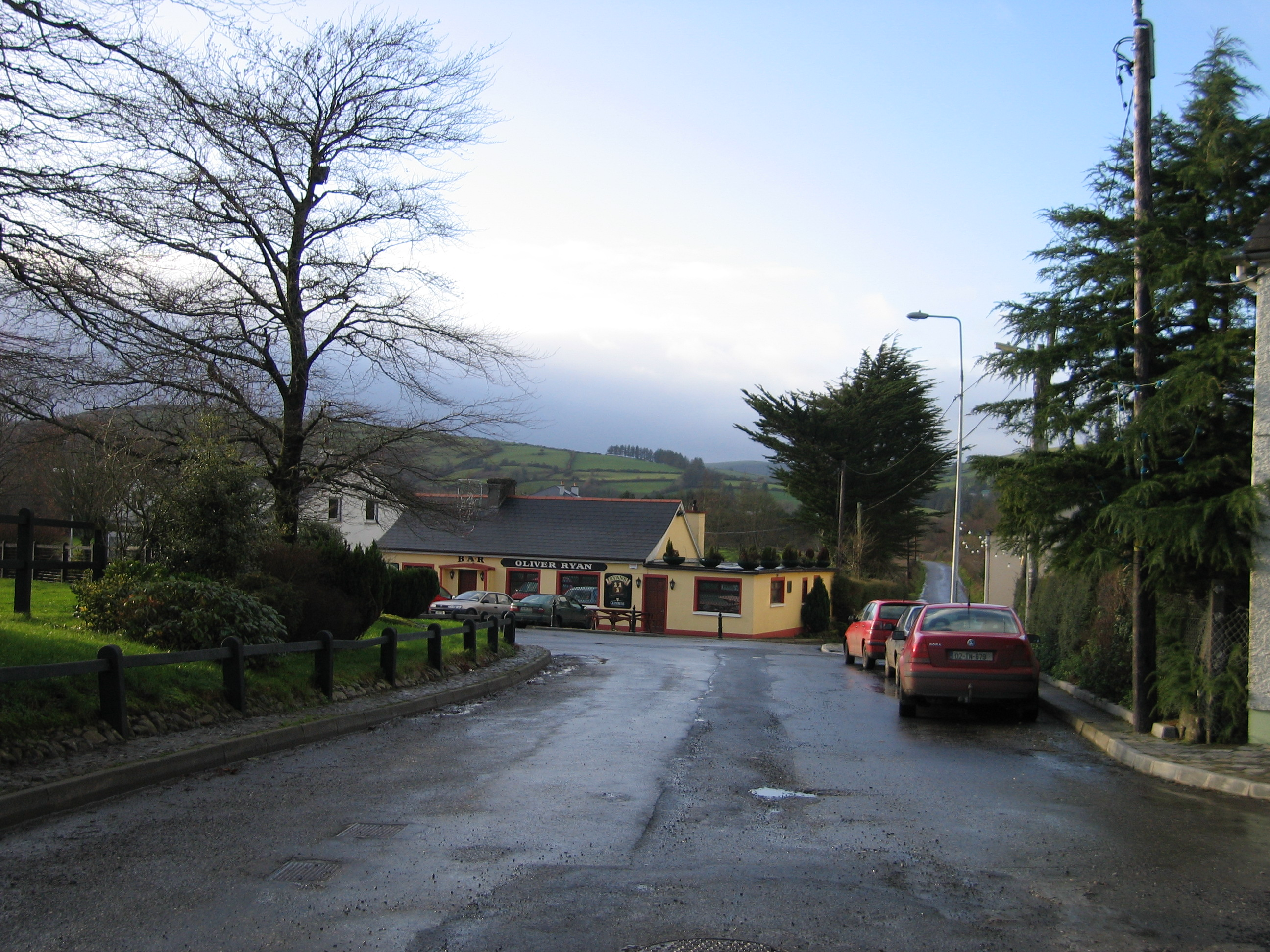

Апперчёрч (англ. Upperchurch; ирл. An Teampall Uachtarach) — деревня в Ирландии, находится в графстве Северный Типперэри (провинция Манстер) у региональной трассы R503.